# コラボラボ
株式会社コラボラボ（英文社名：COLABOLABO CO.,LTD）は、東京都千代田区に本社を置く、の女性社長のネットワークを生かしたビジネスプロデュース（協業創出）・人材コーディネートを展開している会社。現在は、女性の社外取締役紹介も展開している。

## 概要
国内最大級の女性起業家データベースサイト「女性社長.net」の運営や、女性社長300名が集結するイベント「J300」の開催を手掛ける。

## 沿革
2006年
5月18日 - 株式会社リクルートにて、営業・新規事業および事業企画部に在籍していた横田響子により設立。
2007年
女性起業家データベースサイト「女性社長.net」をオープン。
2009年
女性社長300名が集結するイベント「J300」をスタート。
2013年
J300と同時開催で、内閣府共催の「企業×女性起業家マッチングイベント」をスタート

## 自社プロジェクト
- 女性社長.net

20〜40代を中心とした現役の女性経営者の会員情報をデータベース化し、記事・イベント・セミナーを通して最新情報を発信・提供。
取材対象者やコラボ対象企業の紹介やきっかけ作り、事業主同士の情報共有や悩み相談の仕組み作りなど。女性経営者・個人事業主への事業継続サポートを行っている
- J300

女性社長が300人集まるイベントとしてスタート。女性社長同士のコラボレーションのきっかけを提供。2013年から、内閣府共催「企業×女性起業家の取引促進イベント」と「J300」を同日開催している。
- mini J300 - 全国各地10か所程度で、10-50名規模で開催する、ミニ版「J300」
- J300アワード - 毎年「mini J300」などで選出された女性社長とWEB公募の候補の中から、最もスパイシーな女性社長を選出し表彰している。

## サポート企業とのプロジェクト
- #起業女子

Facebook社が世界各国で実施している女性起業家支援のCSR事業。FacebookやInstagramの活用を通じて、ビジネスを成長させるためのツールや仲間、ネットワークを女性起業家に提供している。
- 女性社長のココトモひろば

エヌエヌ生命保険株式会社とのプロジェクト。夫や家族の他界により突然社長になった女性が集まり、体験エピソードや不安、悩みを共有するウェブサービス。
- 女性のための事業継承ステーション

女性の事業承継をサポートする団体やWEBサイトを集約し、家業・事業を承継した女性に事業承継に関連するイベントや記事などの情報を提供している。